# 3e corps d'armée (Russie)
Pour les articles homonymes, voir 3e corps d'armée.
Le 3e corps d'armée (russe : 3-й армейский корпус) est une formation militaire des forces terrestres russes formée en juin 2022 pour participer à l'invasion russe de l'Ukraine. Le corps est créé en réponse à la réduction des effectifs de qualité au cours des premiers mois de l'invasion.
L'unité est formée exclusivement par des volontaires, car à ce moment-là la Russie n'avait pas encore commencé le processus de mobilisation partielle qu'elle jugeait inopportun. Le recrutement se déroule par région, les administrations fédérales et les autorités locales menant des campagnes de recrutement. Son effectif actuel est estimé à 15 500 à 60 000 hommes en janvier 2023 et appartient au district militaire ouest.

## Désignation
Dans le jargon militaire russe, un « corps d'armée » est généralement une formation plus grande qu'une division, mais nettement plus petite qu'un corps occidental typique, commandant souvent directement des brigades distinctes.
Les forces séparatistes de la république populaire de Donetsk (RPD) et de la république populaire de Lougansk (RPL) sont désignées sur le plan opérationnel comme le 1er et le 2e corps d'armée. En tant que force similaire dans sa composition et son objectif opérationnel à ces formations, la nouvelle formation de volontaires créée est désignée « 3e corps d'armée ».

## Création
La base principale et le centre d'entraînement initiaux du 3e corps d'armée sont identifiés par l'Ukraine en août 2022 comme étant situés à Moulino, dans l'oblast de Nijni Novgorod. Les autorités de l'oblast de Penza signalent que la nouvelle 72e brigade de fusiliers motorisés, destinée à faire partie du 3e corps d'armée, est en formation à Totskoïe, dans l'oblast d'Orenbourg. En plus de la 72e brigade, la 6e division de fusiliers motorisés fait également partie du corps d'armée.

## Recrutement
Le 3e corps d'armée serait composé principalement ou entièrement d'unités de volontaires nouvellement créées sur une base régionale, divers sujets fédéraux de Russie recrutant des unités individuelles,.
Les affiches de recrutement, cherchant à créer des bataillons de volontaires dans toute la Russie, fixent la limite d'âge entre 18 et 50 ans. Les recrues se voient offrir des primes de signature (jusqu'à 300 000 roubles dans certains cas) avec des salaires de 200 000 roubles, représentant environ trois fois le salaire mensuel moyen en Russie, parfois liés à des primes basées sur la performance avec une assurance en cas de blessure ou de décès. Les conditions de service s'étalent souvent sur 6 mois et la formation dure, dans certains cas, un mois.
Au 8 août 2022, quelque 40 bataillons parmi 19 régions ont été formés, dont la plupart inférieur à l'effectif papier autorisé de 400 hommes. Les autorités rencontrent une pénurie générale d'officiers et d'hommes expérimentés pour former les recrues, en partie en raison du déploiement de cadres de formation sur les lignes de front pour remplacer les pertes.

## Équipement
L'équipement livré dans la zone d'entraînement de Moulino comprend des fusils d'assaut AK-12 de nouvelle génération, des chars modernes T-80 BVM et Т-90 М, des véhicules de combat d'infanterie BMP-3 et des systèmes antiaériens Bouk. Certains des équipements les plus récents proviennent probablement de stocks dans la région de Moscou utilisés notamment pour des défilés ou autres parades militaires. Des chars T-80BV et T-90M et des systèmes Bouk sont repérés lors de leur transport par train vers des zones de rassemblement dans l'oblast de Rostov, près de la frontière de la RPD, et des obusiers 2A65 Msta-B de calibre 152 mm sont filmés en remorques vers le front dans l'oblast de Kharkiv occupé.
Des véhicules de combat blindés BMPT Terminator portant les inscriptions du 3e corps d'armée sont localisés près de Svatove, dans l'oblast de Lougansk en décembre 2022 et janvier 2023.

## Déploiement en Ukraine

Logo porté par des véhicules du 3e corps pendant l'invasion russe de l'Ukraine.

L'équipement désigné pour le 3e corps d'armée est expédié fin août 2022 à la gare de Neklinovka dans le nord-ouest de l'oblast de Rostov, près de la frontière de la RPD et de la mer d'Azov, pour préparer son déploiement sur le front du Donbass.
À la suite des contre-offensives ukrainiennes dans le sud et le nord-est de l'Ukraine, les bataillons de volontaires du 3e corps d'armée sont déployés au coup par coup pour renforcer les secteurs de Kherson, Kharkiv, Melitopol et Marioupol.
Le 9 septembre, lors de l'offensive ukrainienne de Kharkiv, une colonne militaire portant les inscriptions du 3e corps d'armée et se dirigeant vers le front dans l'olast de Kharkiv est localisée. Le corps d'armée se précipite pour rejoindre les forces russes dans l'oblast de Kharkiv, avant de suivre la retraite russe, laissant derrière lui des chars, des véhicules de combat d'infanterie et des véhicules de transport de troupes. Selon Forbes, l'unité à « fondu », n'ayant que peu ou pas d'impact sur le champ de bataille, comme d'autres forces irrégulières,. Par la suite, les réserves et l'équipement du 3e corps d'armée auraient été déplacés pour renforcer les unités de l'oblast de Donetsk et de l'oblast de Zaporijjia,.
L'armée ukrainienne affirme avoir mené le 10 janvier 2025 une frappe sur un poste de commandement du 3e corps d'armée à Svitlodarsk.

## Moral et efficacité
Selon l'état-major général ukrainien, des rapports de baisse de morale, d'ivresse, d'entraînement inadaptés ou de mauvaises qualités et de pénurie d'équipement ont terni le 3e corps d'armée au cours des trois premiers mois de son existence.

## Composition (2023)
- 6e division de fusiliers motorisés[28]
  - 54e régiment de fusiliers motorisés
  - 57e régiment de fusiliers motorisés[29]
  - 1307e régiment de fusiliers motorisés (depuis janvier 2024)[30]
  - 10e régiment de chars[31]
  - 27e régiment d'artillerie[29]
  - 52e brigade de missiles antiaériens[29]
- 72e brigade indépendante de fusiliers motorisés[32],[33]
  - Bataillon « Alga »[34]
  - Bataillon « Atal »[29]
  - Bataillon « Molot »[34]
  - Bataillon « Shaimuratova »[29]
  - Bataillon « Yaik »[29]
- 17e brigade d'artillerie lourde de la Garde[35]
- 8e bataillon indépendant de contrôle
- 9e compagnie indépendante des forces spéciales
- 148e centre de commandement et de renseignement
- 44e poste de commandement de la défense aérienne[36]